# Larabanga
Larabanga er en landsby i West Gonja District, Northern Region i Ghana. Byen er kendt for sin moske, der er bygget i sudanesisk stil, måske i begyndelsen af det 15. århundrede, hvor trans-Sahara-handelen var på sit højeste. Den skulle være Ghanas ældste moske, og her finder man en koran, der er omtrent lige så gammel som moskeen.
Af andre oplevelser i byen kan nævnes den såkaldte "mystiske sten", den traditionelle arkitektur med særlige mønstre samt adgangen til Mole Nationalpark. Om den mystiske sten siger legenden, at da briterne anlagde en vej nær moskeen, fandt man en stor sten, som man fjernede i forbindelse med vejkonstruktionen. Imidlertid lå stenen den følgende dag tilbage på det sted, hvorfra man havde fjernet den. Den blev nu fjernet én gang til, men dagen efter lå den endnu engang på det oprindelige sted. Historien gentog sig, indtil det blev besluttet at lade stenen ligge og føre vejen uden om stedet.